# Karl Sohlich
Karl Sohlich (ur. 15 maja 1847 w Bielsku, zm. 17 lutego 1911 w Skoczowie) – niemiecko-śląski polityk i kupiec, burmistrz Skoczowa w latach 1894–1910, kurator zboru ewangelickiego w Skoczowie.

## Życiorys
Urodził się w 1847 roku w Bielsku, w ewangelickiej rodzinie Samuela Gottlieba Sohlicha, który pracował jako mistrz kowalski w bielskiej fabryce sukna. 
Przeprowadził się do Skoczowa w latach 70. XIX wieku, tam też otworzył sklep z materiałami żelaznymi. Będąc szanowanym mieszkańcem pełnił przez 33 lata funkcję radnego skoczowskiej rady miejskiej, zaś w latach 1894–1910 pełnił urząd burmistrza. Jego najważniejszymi osiągnięciami było stworzenie systemu wodociągów skoczowskich, wraz z kanalizacją i gazownią, wybudowano także kilka kamienic we wschodniej części rynku. Za jego włodarstwa wybudowano także rzeźnię, wyremontowano dawny piastowski zamek, postawiono gmach sądu grodzkiego (dzisiaj w tym budynku mieści się poczta), oraz gmach szkoły.
Zmarł 17 lutego 1911 roku, a w jego pogrzebie uczestniczyła duża ilość ważnych politycznych i społecznych osobistości, zarówno z najwyższych władz austriackich, jak i pobliskich miast. Spoczął na cmentarzu ewangelickim w Skoczowie, przy ul. Cieszyńskiej, zaś jego imieniem nazwano rynek, nazwa ta jednak nie dotrwała do obecnych czasów.